# 観念崩壊セミナー
観念崩壊セミナー（かんねんほうかいセミナー）は、オウム真理教で行われていたセミナーの一つ。麻原彰晃逮捕後の信者の引き締めを目的として、彼の三女である松本麗華が中心となり、1996年8月24日から10月下旬まで断続的に行われた。なお、引用元のとおり、オウム真理教の教義・組織構造・多数の客観的証言者によりこの事実は確認されているが、それらに反し、観念崩壊セミナーが「ある元中堅幹部」が主催したとする主張への批判がある。

## 概要
1995年（平成7年）5月16日、麻原が逮捕されると、教団を取り巻く環境は悪化の一途をたどり、10月7日には上祐史浩が逮捕され、教団内にいた成人した4人の正大師が全員不在となる。1996年1月には破防法適用のための弁明手続きが行われていた。これを受けて、アーチャリー（麗華）が唯一の正大師となり、教団は麗華を前面に出し宣伝するようになる。このため「アーチャリーがいれば大丈夫」とする雰囲気が教団内に形成されつつあった。
1996年5月28日、第4回弁明の際に教団に破防法が適用されるのを回避する目的で、麻原は教団代表と教祖の地位を退く。同時に教祖交代に伴い「教祖」、教団運営に関わる「長老部」、教義見解を出す「勝議部」の3つの機関を設け、教団を託した。教祖には麻原の長男（当時3歳）と次男（当時2歳）が指名され、村岡達子が代表代行を務めた。このうち長老部というのは、長姉から麗華までの3人の姉妹と正悟師（村岡、杉浦茂、野田成人、二ノ宮耕一）で形成された。麻原は長老部を設ける際に派閥争いを避けるため、長老部の誰かを辞めさせるには本人の意思ないしは全員一致を条件としていた。座長には麗華が指名された。このような状況下で、麻原彰晃逮捕後の信者の引き締めを目的として、麗華を中心としてセミナーは開催された。

### 目的
元オウムのひかりの輪信者や、野田成人、二ノ宮耕一、元幹部Ｐ師の証言では、当時13歳だった麗華の監修・指示の下に行われたとされ、修行監督と呼ばれる者により実行された。
はじまりは、サマナ全体の意識が低下し、脱会者が多くなったことを危惧した教団内から「最後にみんなのためにセミナーが必要だ」と提案があり、提案に乗る形で麗華の「大きな施設があるうちに、都会で生活する信者の煩悩が肥大する前に、信者らを引き上げる手助けをしたい」という思い付きに、自己啓発セミナーの体験者の経験を基にしたものをミックスした形で、試行的に行われたものであった。しかし内容があまりに過激であったために、多くの信者らは精神的ショックを受け、心身障害者となった者なども多く出した。

### 内容
セミナーの内容は麗華と8名ほどの監督の発案を元に決められた。上九一色の第6サティアンに、当初は師だけが集められて行われ、ほとんどの師が参加した。通常の修行、ドッジボール、リレーなど遊び的なものの他、蓮華座修業、自己啓発セミナーの手法を模した罵倒、断食修業、寒空に信者を放り出すというものまであった。
セミナーには具体的なスケジュールは設けられず、睡眠時間も一定しない状況だった。悪天候の中で連日屋外へ放置し食事を与えなかったり、逆に食事を与えない後に無理やり大量に食事を与えさらに吐いたらその吐瀉物をもう一度食べさせる、水を浴びせ続ける、単純な運動を長時間に渡って続けさせるなどの拷問に近い修行が行われた。初期には「解脱のために観念を崩壊する」との目的で行われ、「監督自らがそうしなければならない」との麗華の指示に基づき、監督が信者らの前で顔を醜くゆがませて叫び声やうめき声をあげて振る舞ったり、口汚い罵声でやくざのような振る舞いをしたりしたほか、男性は女装させられてサティアンを警備している警察官らの前で踊ったりするというものであった。また別のセミナーでは麗華に「傲慢だ」と言いがかりをつけられ、縛り蓮華座を長時間強要されたり、車で遠方まで連れ出されて食事もさせられず、数日後にふらふらになり戻るというようなこともあった。
内容は次第にエスカレートし、縛り蓮華座では足を紐でぎっちりと縛りつけられあまりの苦しさにのたうち回ったり、絶叫する者もあったが、「逃げてどうする。地獄に堕ちてもいいのか！」と言われ「地獄に堕ちてもいいから、ほどいてくれ！」と懇願する者もいたという。長時間にわたる縛り蓮華座の結果、足部のうっ血が原因で毒素が内臓に達して救急車で病院へ担ぎ込まれ、その後も足が不自由となる者、あるいは両足切断寸前となる者、酸素吸入を受ける者、熱中病にかかる者、意識不明となる者や負傷者が続出、脱会者も多く出したという。「突っ込み」と呼ばれていたものは、1人の信者を数人の信者で取り囲み、罵声を浴びせ、当人の弱点や悪行を涙を流すまで責め続け、麗華が「いい」と言うまで続けられた。時には監督にも矛先が向けられ、麗華をはじめ他の監督らが罵声、軽蔑、無視などの責苦を与え監督から排除し数ヶ月間無視するなどの行為が行われた。その結果、麗華は出家信者らから「恐怖を伴う神格化」がなされたが、彼女自身もその結果に大きなショックを受けたという。麗華は、罪悪感から参加する日が少なくなっていった。
指導する側も綿密に計画を練り上げていたわけではなく、いい加減で行き当たりばったりなものであったため、当初は脱会を防止する目的で行われたセミナーであったものの、結果的に脱会者を多く出すこととなった。

## 参考サイト
- オウム真理教とあの時代
- ひかりの輪「オウムの教訓」